# سانی (فیلم ۲۰۰۸)
سانی (انگلیسی: Sunny) فیلمی در ژانر درام است که در سال ۲۰۰۸ منتشر شد. از بازیگران آن می‌توان به سو ئه و جونگ جین یونگ اشاره کرد.